# Худобин, Александр Александрович
Алекса́ндр Алекса́ндрович Худо́бин (1821, Санкт-Петербург — 8 [21] февраля 1901, Санкт-Петербург) — российский потомственный почётный гражданин, купец 2-й гильдии, общественный деятель, благотворитель. Представитель династии предпринимателей Худобиных.

## Биография

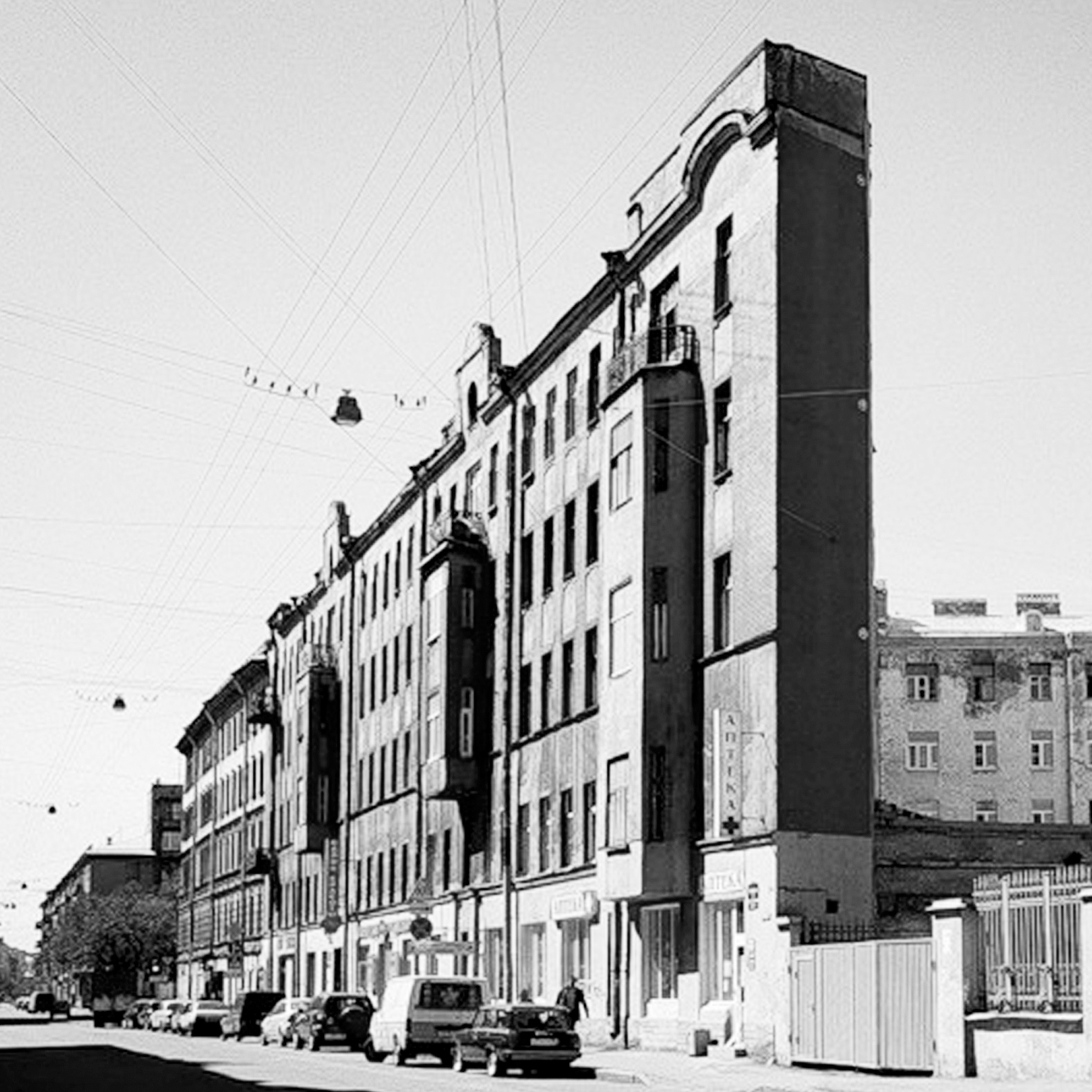
Дома Худо́бина на Боровой ул.

Первые упоминания купеческой династии Худобиных в Санкт-Петербурге относятся к концу XVIII века (в купечестве с 1790 года). Предки Александра, числившиеся в звании экономических крестьян, исторически происходят из мирян Вологодской области. Есть вероятность, что из Казённой палаты Кирилло-Белозерского монастыря или, возможно, Вологодской слободы.
О ранних годах Александра Александровича Худобина известно крайне мало. Родился он в 1821 году, в семье от второго брака Санкт-Петербургского купца 3-й гильдии Александра Яковлевича Худобина (1767 — 1833, Санкт-Петербург)
«торговавшего железом» в Московской части столичного города. О матери Александра детальных сведений нет. Известно только её имя — Пелагея Яковлевна Худобина (1770-е — 13 марта 1854, Санкт-Петербург).
В младенчестве Александр был крещён в православную веру. Получил, как тогда было принято, домашнее образование. 
Имел пять сводных братьев от первого брака отца: Петра, Ивана, Фёдора, Илью, Сергея.
В купечестве известен с 1855 года. Изначально вёл дела, доставшиеся в наследство после смерти в 1833 году его отца. В 1851 году, по окончании затянувшегося раздела имущества, остался жить со своей матерью.
Содержал трактир и, совместно со своим братом Фёдором Александровичем, «торговлю экипажами».
Во второй половине XIX века основной сферой Александра Александровича Худобина становится операции с недвижимостью и строительство доходных домов. Большая часть которых, с детства жившего на Боровой улице Александра, располагается на этой или близлежащих улицах Московской части Санкт-Петербурга.
Во второй половине XIX века собственный трёхэтажный особняк А. А. Худобина располагался на Боровой улице, дом 20 (был записан на его жену Марию Худобину, как и каменный дом на Боровой, 23, который не сохранился).
Старался сотрудничать с лучшими архитекторами своего времени. В конце 1890-х годов, по проекту Михаила Кварта построил в стилистике северного модерна, известный в Санкт-Петербурге, так называемый Дом Худобина, на улице Боровой, 21.

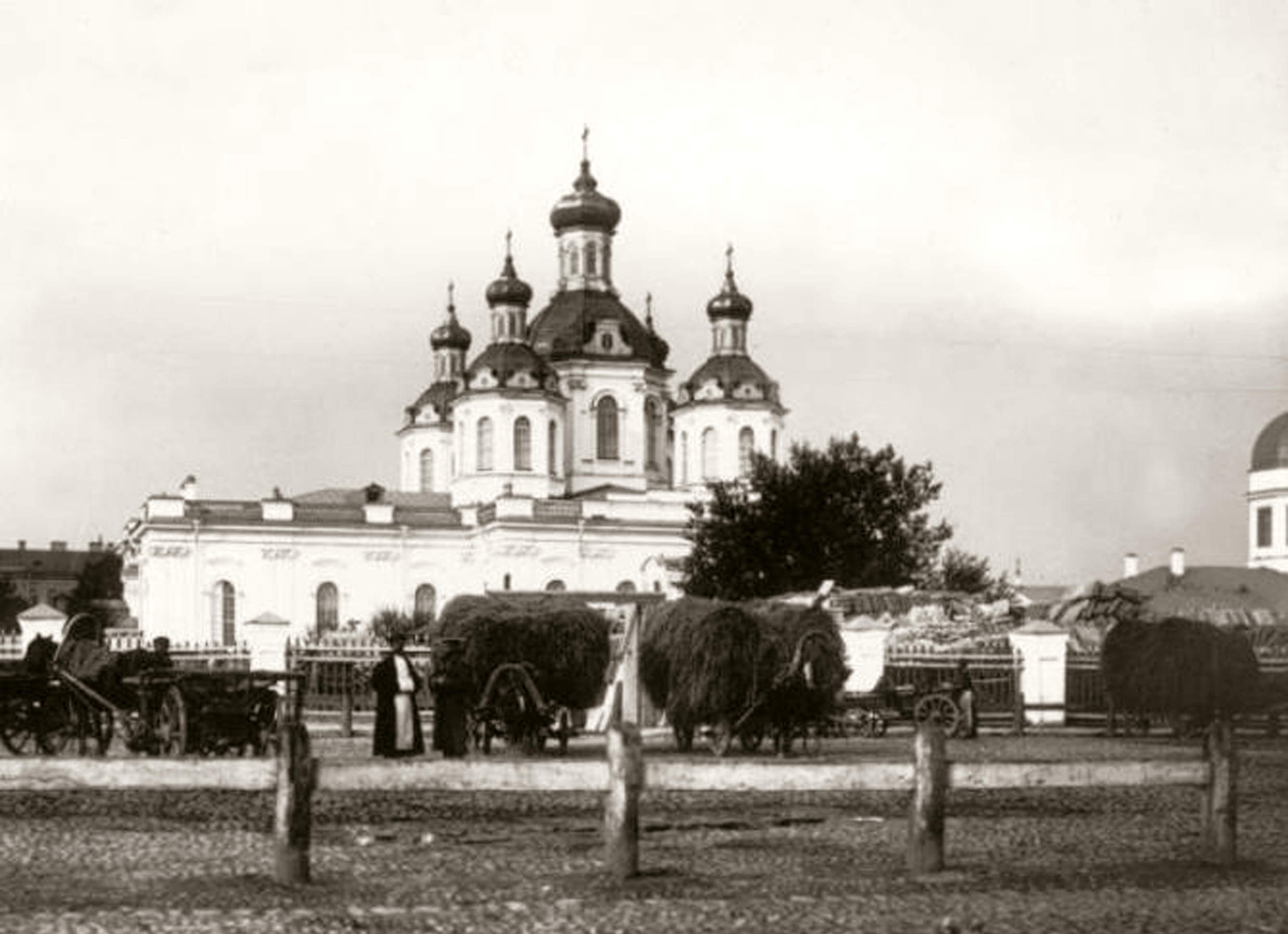
Крестовоздвиженский собор на Лиговском пр. Фото ок. 1900

Женат А. А. Худобин был два раза. От первого брака с Марией Павловной Худобиной (1820 — 1859) родился сын Николай (1848 — 1908). Во вторм браке, с Марией Семёновной (Пантелеевой) Худобиной (1836 — 1892), родилось семеро детей: Иван, Василий, Мария, Серафима, Илья, Пётр, Александр.
В разные периоды своей жизни А. А. Худобин состоял ценовщиком недвижимости в Санкт-Петербургском Ремесленном Управлении (1862—1863) и членом комиссии Городской казны Санкт-Петербурга (с 26 июня 1867 по 26 августа 1870), оценщиком недвижимого имущества (1874). Был членом Комиссии для переоценки недвижимого имущества в 1874 году. С 9 марта 1876 года по 1885 состоял членом Санкт-Петербургской торговой депутации. Длительное время был выборным от купеческого сословия, с 1877 по 1889 годы.
С 1873 года А. А. Худобин — глашатай Городской думы Санкт-Петербурга.
Занимался благотворительностью. Занимал различные почётные общественные должности. Являлся попечителем «для удостоверения о степени нужд семейств нижних чинов и ратников ополчения, призванных на службу в 1877 году». С 1884 года был членом Комиссии для рассмотрения прошений денежных пособий купеческим вдовам и сиротам.
Более четверти века (с 1873) и до своей смерти, А. А. Худобин занимал должность церковного старосты Крестовоздвиженского собора, приход которого к началу XX века насчитывал 14 тысяч прихожан.
Протоіерей, настоятель церкви св. Іоанна Предтечи, что в Ямской, разослалъ повѣстки ко прихожанамъ, въ которыхъ сообщаетъ, что въ Маѣ исполнітся третій трехлѣтній срокъ служенія купца Александра Александровича Худобина, и потому причтъ церкви Іоанна Предтечи проситъ пожаловать въ церковь 29 Апрѣля послѣ поздней литургіи или для подтвержденія выбора означеннаго полезного деятеля на новое трехлѣтіе, или для выбора нового, способного и готового для служенія св. церкви, прихожанина. Мы ничего ие имѣемъ противъ извѣщенія, приглашающаго прихожанъ на выборы; но для чего рекламировать предлагаемаго кандидата?
А. А. Худобин умер от осложнений воспаления лёгких 8 [21] февраля 1901 года в Санкт-Петербурге; 11 [24] февраля 1901 был похоронен на фамильном участке Волковского православного кладбища. До настоящего времени могила не сохранилась (уничтожена в 1930-е гг.).
Один из сыновей А. А. Худобина, пошедший по стопам отца, Пётр Александрович — окончил Петровское коммерческое училище в 1891 году (аттестат № 158).

## Семья
Александр Александрович Худобин был дважды женат. Имел восемь детей и множество внуков.
Первый брак:
жена — Мария Павловна (?) Худобина (1820, Санкт-Петербург — 1859, Санкт-Петербург).
- Дети:
  - Николай Александрович Худобин (1848, Санкт-Петербург — 20 декабря [2] января 1908, Санкт-Петербург). Похоронен на Волковском православном кладбище[21]. Его жена — Евгения Максимовна Худобина; сын — Александр (1880, Санкт-Петербург — ?); дочери — Агния, Анастасия, Мария, Антонина.

Второй брак:
жена — Мария Семёновна (Пантелеева) Худобина (1836, Санкт-Петербург — 8 января [20] января 1892, Санкт-Петербург).
- Дети:
  - Иван Александрович Худобин (13 ноября [25] ноября 1861, Санкт-Петербург — 3 сентября [16] сентября 1899, Санкт-Петербург)
  - Василий Александрович Худобин (1866, Санкт-Петербург — ?)
  - Мария Александровна Худобина (16 января [28] января 1867, Санкт-Петербург — ?)
  - Серафима Александровна (Худобина) Чуксанова (17 мая [29] мая 1868, Санкт-Петербург — январь 1942, Ленинград). Её муж — Чуксанов Александр Алексеевич (1859, Санкт-Петербург — 1896, Санкт-Петербург). Сын — Алексей (1890, Санкт-Петербург — Декабрь 1941, Санкт-Петербург).
  - Илья Александрович Худобин (20 августа [1] сентября 1869, Санкт-Петербург — ?)
  - Пётр Александрович Худобин (29 мая [11] июня 1872, Санкт-Петербург — 25 апреля 1920, Батово). Его жена[22] — Мария Петровна (Захарова[23]) Худобина (1871, Санкт-Петербург — 1949, Москва); дети — Виктор (15 марта 1895, Санкт-Петербург — 1950-е, Москва), Анатолий[24] (30 ноября [13] декабря 1896, Санкт-Петербург — 1 июля [14] июля 1897, Павловск), Ангелина (12 июля [25] июля 1905, Санкт-Петербург — 1970-е, Семипалатинск), Валентина (18 июля [31] июля 1898, Санкт-Петербург — 1935, Ленинград), Милица (30 августа [12] сентября 1912, Санкт-Петербург — 1 мая 1947, Ленинград), Лев (1914, Санкт-Петербург — 1941, под Брестом).
  - Александр Александрович Худобин (16 июля [28] июля 1874, Санкт-Петербург — 21 сентября [4] октября 1910, Санкт-Петербург).